# Добрила Живанов-Стакић
Добрила Живанов-Стакић (Гај, 15. мај 1932 — Београд, 30. новембар 2010) била је српски фармацеут, редовни професор и декан Фармацеутског факултета у Београду.

## Биографија
Рођена је у Гају код Ковина. Основну школу је завршила у Гају, ниже разреде гимназије у Ковину, а више разреде завршила је у Крагујевцу. Била је ослобођена полагања матуре. Уписала је Фармацеутски факултет Универзитета у Београду 1951. године и дипломирала 1956. Исте године изабрана је асистента-приправника, а 1957. за асистента за предмет Фармацеутска хемија на Фармацеутсом факултету. Добила је академски назив специјалиста контроле лекова када је одбранила специјалистички рад 1962. године и тиме постала први специјалиста контроле лекова у Србији.
Докторску дисертацију „Прилог хемијском проучавању домаћих врста Helleborusa“ одбранила је 1969. године. Усавршавала се у Бриселу, Лијежу и Базелу. У звање доцента изабрана је 1970, ванредног професора 1975. и редовног професора 1981. године.
Објавила је 205 научних радова, од тога 110 у међународним часописима. Учествовала је са 128 саопштења на научним скуповима, од тога 83 на иностраним. Била је ментор 6 магистарских и 9 докторских теза. Била је управник Института за фармацеутску хемију и аналитику лекова од 1984. до 1997. године. Била је продекан за наставу (1974—1979) и декан (1983—1985) Фармацеутског факултета у Београду. Била је шеф Катедре за хемију Фармацеутског факултета.
Била је потпредседник Фармацеутског друштва Србије, делегат у Скупштини Савеза фармацеутских друштава Југославије и члан редакције часописа „Архив за фармацију“.
Добитник је Ордена рада са златним венцем, Плакете Фармацеутског друштва Србије, годишње награде Института за нуклеарне науке „Борис Кидрич“ 1985. године, захвалнице Савеза студената Фармацеутског факултета у Београду, захвалнице Фармацеутског факултета из Скопља за помоћ у последипломској настави.
Коаутор је уџбеника „Фармацеутска хемија, 2. део“, 513 страна, 2006. године,.  978-86-80263-40-3.
Пензионисана је 1997. године. Била је удата за хирурга Љубодрага Стакића из Крупња. Умрла је у уторак 30. новембра 2010. у Београду и сахрањена на гробљу у Крупњу.